# José Vianna da Motta
José Vianna da Motta (født 22. april 1868 på øen Sao Tomé - død 1. juni 1948 i Lissabon Portugal) var en portugisisk komponist, pianist og lærer.
Motta studerede klaver hos Franz Liszt og teori hos Hans von Bülow.
Han har komponeret en symfoni, orkesterværker, klaverkoncert, sange,kammermusik og klaverstykker.
Motta var nær ven med Ferruccio Busoni og skrev programmer når denne optrådte til koncerter rundt omkring i Verden.
Motta var direktør på Lissabon musikkonservatorium (1919-1938).

## Udvalgte værker
- Symfoni "Til fædrelandet" (1894; Rev. 1920) - for orkester
- Portugisisk marts (1893) - for orkester
- Påkaldelse af Lusiaderne, op. 19 (1897) - for orkester og kor
- koncert for klaver og orkester (i A-dur) (1886 - 1887)
- Fem portugisiske rapsodier (1891 - ca. 1895) - for klaver
- Portugisiske sange, op. 10 (1893 - 1895) - for sang og klaver
- Kvartet (i a-mol) (1889) - for violin, bratsch og cello
- Åbning Inês de Castro (1886) - (Symfonisk digtning) - for orkester